# Escuela de Berck

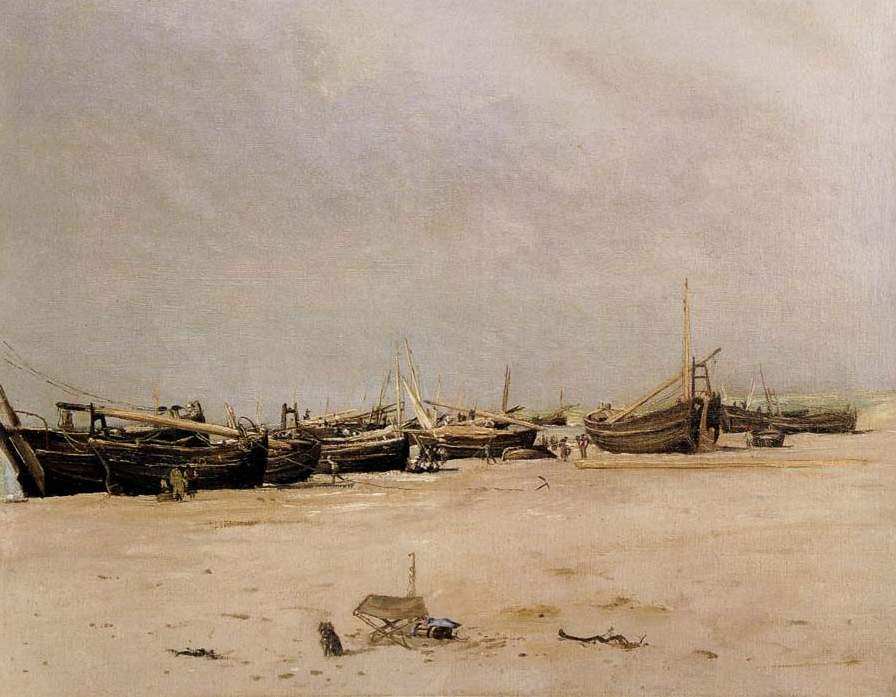
Ludovic Lepic : La Plage de Berck au pliant (1877).

La escuela de Berck fue un centro francés de creación artística que reunió a pintores y escultores, ubicado en la localidad de Berck (Pas-de-Calais), desde 1877 hasta el comienzo de la Primera Guerra Mundial con una extensión reducida entre las dos guerras.
Esta " Escuela " fue una colonia de artistas iniciada por el pintor Ludovic-Napoléon Lepic. Pertenece a un movimiento más grande, llamado " Escuela de pintores de la Costa de Ópalo ”, que reúne a otras colonias de artistas, como la colonia artística de Étaples y la escuela de Wissant.

## Historia
La Escuela de Berck fue creada en 1877 bajo el impulso de Ludovic-Napoléon Lepic y le dio continuidad el pintor de marinas Jan Lavezzari.
Esta pequeña ciudad de la Costa de Ópalo, con su armada varada, vio la llegada de pintores ya en 1860, con artistas como Eugène Lavieille, Auguste Renoir, Alfred Sisley y Jules Le Cœur, y luego, a principios de 1870, Louis Latouche. Édouard Manet se quedó allí en julio de 187, y ese mismo año, Eugène Boudin, que menciona a Berck en una carta enviada a su hermano, produjo allí un gran número de estudios y obras hasta 1894.
Entre 1861, cuando se construyó el hospital marítimo, que también jugó su papel en la llegada de los pintores, y 1881, la población local pasó de 2.703 a 4.590 habitantes. Su flota pesquera varada, con los flobarts, la más grande de Francia, ya no podía competir con la llegada de la motorización, sin embargo, sigue siendo una fuente de inspiración para los artistas, Francis Tattegrain es uno de los pintores principales de este Berck de los pescadores. Luego las últimas tres décadas del siglo XIX vieron el surgimiento de la playa de Berck, que fue también una fuente de inspiración para los pintores. Después de la expansión del hospital marítimo, vino la construcción de otros establecimientos de salud.
El atractivo mundano de Berck desde la década de 1880 hasta 1910 explica la llegada de pintores como Charles Viditz, artista de Barbizon, Léonie-Marie Hcart que pintó Le Départ pour le pêche à Berck-sur-Mer en 1902, Emmanuel Lansyer, Eugène Boudin, Charles Roussel. Jules-Edmond Tassart de Compiègne y Henri Chapuis (Plage de Berck, 1881) que incluso se convirtieron en propietarios allí.
Las zonas de dunas y la bahía de Authie eran temas, a menudo retomados en la pintura de Berck, que gustaban a Émile Lavezzari, Jules Breton, Emmanuel Lansyer, Lepic, Tattegrain y Charles Roussel. El pintor de Boulogne Hubert Eugène Bénard tiene un cuadro de los esqueletos de barcos en la playa de Berck que se puede encontrar también en las composiciones de Émile Lavezzari, Jan Lavezzari, Francis Tattegrain y, más tarde, de Louis Montaigu.
En 1891, Tattegrain y su amiga la baronesa James de Rotschild fueron los principales actores, junto con notables locales, en la creación de un asilo marítimo destinado a acoger a marineros ancianos y marineros sin apoyo familiar. Tattegrain fue el presidente de la junta directiva, y esto jugará un papel en la actividad artística de Berck. De hecho, Tattegrain envió al Salon des Artistes Français de 1894, la pintura Los buscadores del asilo de los viejos marineros, un lienzo adquirido por el Museo de Calais y destruido en 1940. Después se presentaron los retratos de los huéspedes pintados por Francis Tattegrain durante la exposición universal de 1900 donde obtuvo una medalla de oro. Pintores como Jean Laronze, Alexandre Nozal, Albert Besnard, Fernand Quignon y Marius Chambon, que fundaron La Société berckoise d'encouragement aux arts en 1933, hicieron tratar a sus hijos por el doctor François Calot en el hospital marítimo de Berck. En 1893, Marie Cazin creó Le Monument aux Docteurs Cazin et Perrochaud. Otro artista, reconocido como un importante y prolífico representante de la Escuela de Berck, es Eugène Trigoulet, que llegó a Berck en 1898.
En 1909, Jan Lavezzari completó la decoración del ayuntamiento del pueblo.
La muerte de Eugène Trigoulet y el comienzo de la Primera Guerra Mundial marcan el final de la Escuela de Berck aunque artistas como Roussel, Lavezzari, Chambon y Montaigu continuaron pintando allí después de la guerra, pero de forma más reducida, hasta la Segunda Guerra Mundial.
Las obras de estos artistas se pueden ver en el Musée de Berck.

## Artistas de la escuela de Berck
- Hubert Eugène Bénard
- Albert Besnard
- Eugène Boudin
- Jules Breton
- Marie Cazin
- Marius Chambon
- Henri Chapuis
- Jean Laronze
- Emmanuel Lansyer
- Louis Latouche
- Émile Lavezzari
- Jan Lavezzari
- Eugène Lavieille
- Jules Le Cœur
- Ludovic-Napoléon Lepic

- Édouard Manet
- Louis Montaigu
- Alexandre Nozal
- Fernand Quignon
- Auguste Renoir
- Charles Roussel
- Alfred Sisley
- Jules-Edmond Tassart
- Eugène Trigoulet
- Charles Viditz